# Cù Trọng Xoay

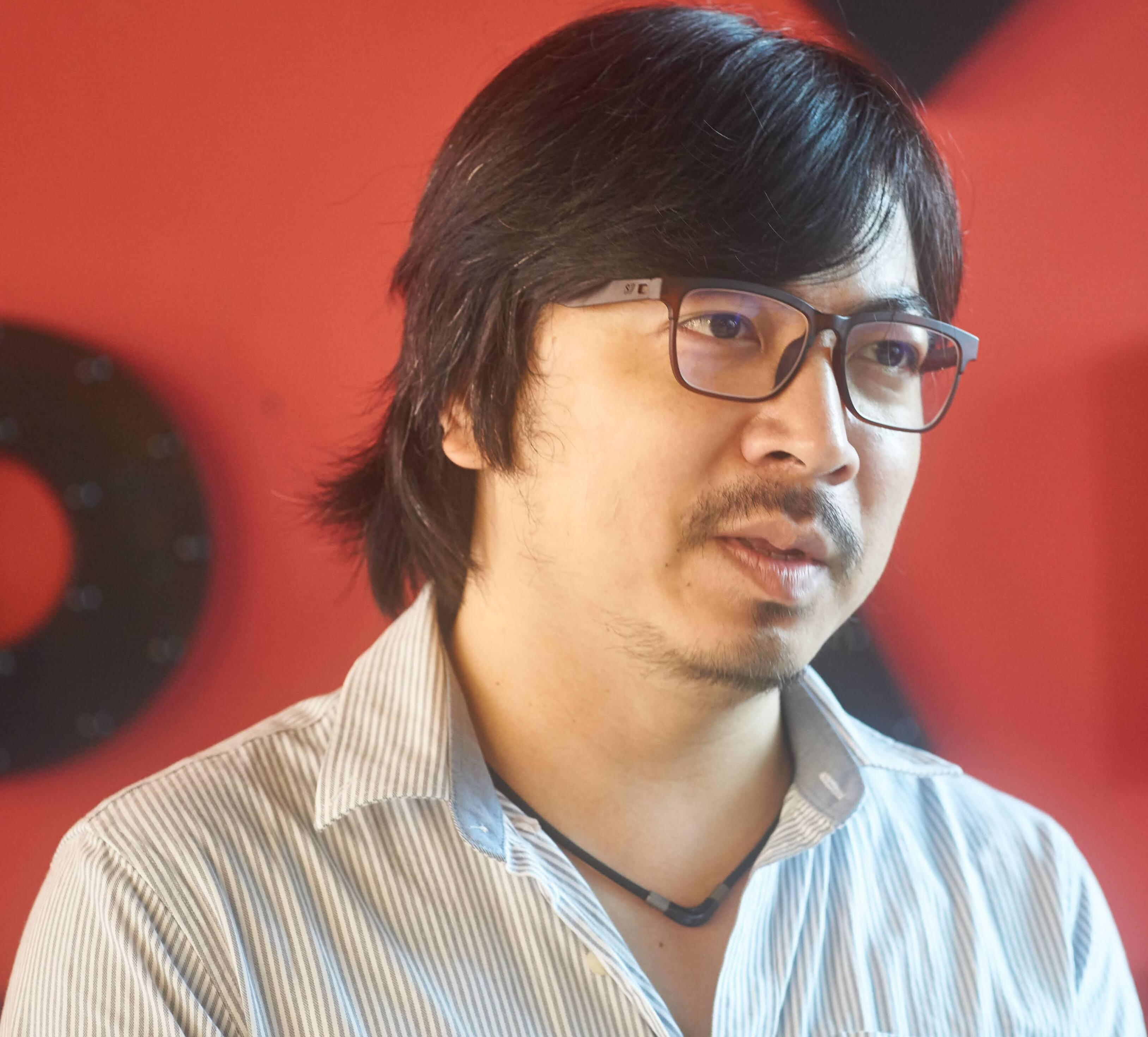
Đinh Tiến Dũng là người thủ vai Giáo sư Cù Trọng Xoay.

Giáo sư Cù Trọng Xoay là một nhân vật truyền hình trong chuyên mục "Hỏi xoáy đáp xoay" của chương trình Thư giãn cuối tuần, một chương trình hài kịch do Trung tâm Phim truyền hình Việt Nam (VFC) sản xuất và phát sóng trên kênh VTV3 của Đài Truyền hình Việt Nam. Nhân vật Cù Trọng Xoay trong chương trình có nhiệm vụ giải đáp các câu hỏi mà Tiến sĩ Trần Xoáy (do nghệ sĩ Xuân Bắc thủ vai) đưa ra, được giới thiệu là do các khán giả truyền hình gửi về. Không rõ về năm sinh, tiểu sử của nhân vật Cù Trọng Xoay, nhân vật này được giới thiệu đang công tác tại Trường Đại học Bôn Ba và có rất nhiều công trình nghiên cứu khoa học ở các lĩnh vực khác nhau. Nhân vật được thể hiện là một giáo sư có kiến thức uyên bác và hài hước với những câu trả lời dí dỏm đem lại tiếng cười cho mọi người.
Nhân vật này do Đinh Tiến Dũng đảm nhận diễn xuất trong một thời gian, sau đó rút lui và được thay thế bởi người kế nhiệm là học sỹ Xoày Trọng Chấm (do Phạm Dũng thủ vai).

## Xây dựng nhân vật
Trong một chương trình truyền hình, diễn viên Đinh Tiến Dũng đã giải thích về tên gọi "Cù Trọng Xoay" như sau:
| “ | Khi viết format này (Hỏi xoáy đáp xoay) ban đầu tôi định đặt tên cho nhân vật là Trần Xoáy và Trần Xoay. Ngày đầu tiên lên chương trình, anh Bắc (Xuân Bắc) [...] không nhớ tên nhân vật trong kịch bản là Trần Xoáy nên đã khựng lại và giới thiệu luôn là Giáo sư Cù Trọng Xoay. Tôi giật mình và bảo là sai kịch bản rồi nhưng quay sang thấy anh đạo diễn Đỗ Thanh Hải vẫn ngồi yên, anh còn cười, ra vẻ thích thú. Từ đó biệt danh ấy ăn sâu vào trong tôi chứ tôi không phải người đặt ra biệt danh đấy mà là anh Xuân Bắc. | ” |

Nguyên do khiến anh trực tiếp vào vai nhân vật Cù Trọng Xoay do chính mình sáng tạo ra là bởi, nhân vật này cần có một ngoại hình "ngơ ngơ" theo kiểu học nhiều "ngộ chữ", "thật may (hoặc không may) vẻ bề ngoài của tôi đáp ứng được điều này". Đinh Tiến Dũng cũng cho biết thêm, phần lời thoại dài của vai diễn này cộng với nhiều dữ kiện phải nhớ khiến anh mất rất nhiều thời gian để luyện tập một cách thuần thục. Tất cả các phần câu hỏi và câu trả lời có trong chương trình đều được chính anh sáng tác trong kịch bản.

## Ảnh hưởng
Báo Giáo dục Việt Nam cho biết, kể từ lần xuất hiện đầu tiên vào năm 2010, "giáo sư Cù Trọng Xoay" với nét nôm na, gần gũi cùng với phong cách "tưng tửng" không giống ai đã nhanh chóng trở thành một hiện tượng của làng hài Việt Nam, vốn được cho là rất thiếu món ăn tinh thần cho khán giả vào thời điểm đó. Tuy nhiên, những luồng ý kiến trái chiều cũng đã xuất hiện liên quan đến danh hiệu "giáo sư" của nhân vật này; một số quan điểm cho rằng việc gọi nhân vật Cù Trọng Xoay là "giáo sư" sẽ dẫn đến sự nhầm lần về chức danh cao quý này, thậm chí càng không thể so sánh và đặt nhân vật này ngang hàng với giáo sư Ngô Bảo Châu – người làm rạng danh nền toán học Việt Nam bằng giải thưởng Fields tại thời điểm đó.
Vai diễn giáo sư Xoay đã giúp cho Đinh Tiến Dũng, vốn là một nhân viên công tác tại tập đoàn FPT và trước đó chỉ được biết đến qua vai trò biên kịch cho chương trình Gặp nhau cuối năm, trở nên nổi tiếng và được nhiều khán giả mến mộ; tên tuổi của anh cũng trở nên đồng nhất với nhân vật này và anh thường xuyên được ưu ái gọi bằng cái tên "Cù Trọng Xoay" hay "giáo sư Xoay" thay vì tên thật Đinh Tiến Dũng. Thậm chí, ngay cả khi anh tham gia vào một cuộc thi âm nhạc trên truyền hình, sức hút từ vai diễn Cù Trọng Xoay đã giúp anh nhận được sự ủng hộ nồng nhiệt từ cộng đồng mạng và người hâm mộ. Hàng loạt trang fanpage và hội nhóm trên Facebook liên quan đến giáo sư Xoay lần lượt được lập ra với những cái tên như "Hội những người phát cuồng vì Giáo sư Xoay", "Sự ngây ngô đến chết người của Giáo sư Xoay" hay "Hội những người thích cặp đôi Xoáy Xoay"; nhiều bức ảnh chế được cắt ra hoặc lấy ý tưởng từ chương trình "Hỏi xoáy đáp xoay", với hai nhân vật chính Trần Xoáy và Cù Trọng Xoay cũng đã xuất hiện với tần suất dày đặc.
Giáo sư Cù Trọng Xoay cùng với tiến sĩ Trần Xoáy đã trở thành hai nhân vật chủ chốt tạo nên sức hấp dẫn và sự thành công của chuyên mục "Hỏi xoáy đáp xoay", trong đó vai trò của Cù Trọng Xoay được nhắc đến một cách đáng kể. Sự ảnh hưởng của họ đối với "Hỏi xoáy đáp xoay" lớn đến mức, khi thiếu vắng một trong hai người, chương trình đã chứng kiến sự giảm sút về mặt chất lượng và nhận về những phản hồi tiêu cực từ khán giả. Vào tháng 2 năm 2012, Đinh Tiến Dũng đã tuyên bố rút khỏi chương trình Hỏi xoáy đáp xoay trong sự bất ngờ và tiếc nuối của người hâm mộ; vị trí của anh được nhà nghiên cứu văn hóa Phạm Dũng kế nhiệm bằng một nhân vật mới có tên là Học sỹ Xoày Trọng Chấm. Trong một bài đăng trên trang Facebook cũng như trong các cuộc phỏng vấn sau này, Đinh Tiến Dũng cho biết việc anh dừng đảm nhận vai diễn là "do ý tưởng đã cạn kiệt. Nếu cứ cố tiếp tục thì sẽ mang đến những sản phẩm không vừa ý với cả chính tôi và khán giả. Thế nên, tôi quyết định dừng để tập trung vào công việc ở tập đoàn, làm MC và viết kịch bản các chương trình hài, truyền hình".

## Trong văn hóa đại chúng
Vào năm 2019, giáo sư Cù Trọng Xoay cùng với tiến sĩ Trần Xoáy đã tái hợp trong một series hài phát sóng trên ứng dụng giải trí Pops mang tên Hỏi xiên đáp xẹo, phiên bản được làm mới của chuyên mục truyền hình "Hỏi xoáy đáp xoay" trước đây. Phần diễn xuất vẫn được Xuân Bắc và Đinh Tiến Dũng, những người từng vào vai trong "Hỏi xoáy đáp xoay" đảm nhận.